# Moebelotinus
Moebelotinus transbaikalicus és una espècie d'aranya araneomorfa de la subfamília Erigoninae, dins de la família Linyphiidae. És l'únic membre del gènere monotípic Moebelotinus.
És un endemisme del Krai de Zabaikalie a Rússia i a Mongòlia.
Els mascles tenen una grandària d'1,7 mm i les femelles d'1,63 a 1,85 mm.
Fou descrit per primera vegada per J. Wunderlich l'any 1995,